# 2012年非洲羽毛球錦標賽
2012年非洲羽毛球錦標賽為第17屆非洲羽毛球錦標賽，是一項由非洲羽毛球聯合會（Badminton Confederation of Africa）主辦的非洲區內國際性羽毛球賽事。本屆賽事於2012年2月26日至28日在埃塞俄比亞亚的斯亚贝巴的Arat Kilo Hall舉行。

## 獎牌榜

### 國家獎牌榜
| 排名 | 国家／地区 | 金牌 | 银牌 | 铜牌 | 總數 |
| ---- | ---------- | ---- | ---- | ---- | ---- |
| 1    | 南非       | 4    | 1    | 3    | 8    |
| 2    | 奈及利亞   | 1    | 3    | 5    | 9    |
| 3    | 埃及       | 0    | 1    | 0    | 1    |
| 4    | 塞舌尔     | 0    | 0    | 1    | 1    |
| 4    | 乌干达     | 0    | 0    | 1    | 1    |
| 總數 | 總數       | 5    | 5    | 10   | 20   |

### 項目獎牌榜
| 項目     | 金牌                                      | 银牌                             | 铜牌                                   |
| 男子單打 | 雅各布·马列卡                             | 阿卜杜勒拉赫曼·克什卡尔          | 金肯·埃弗瑞姆·鲍勒斯                   |
| 男子單打 | 雅各布·马列卡                             | 阿卜杜勒拉赫曼·克什卡尔          | 埃内约·阿巴                            |
| 女子單打 | 格雷斯·加布里埃尔                         | 法蒂玛·阿齐兹                    | 斯特西·杜贝尔                          |
| 女子單打 | 格雷斯·加布里埃尔                         | 法蒂玛·阿齐兹                    | 苏珊·伊达                              |
| 男子雙打 | 多利安·兰斯·詹姆斯 威廉·维尔容            | 金肯·埃弗瑞姆·鲍勒斯 欧拉·法贝米 | Enrico James Chris Dednam              |
| 男子雙打 | 多利安·兰斯·詹姆斯 威廉·维尔容            | 金肯·埃弗瑞姆·鲍勒斯 欧拉·法贝米 | 埃内约·阿巴 维克托·马坎朱              |
| 女子雙打 | 安娜里·维尔容 米歇尔·克莱尔·爱德华兹      | 苏珊·伊达 Grace Daniel           | 米歇尔·巴特勒-埃米特 斯特西·杜贝尔     |
| 女子雙打 | 安娜里·维尔容 米歇尔·克莱尔·爱德华兹      | 苏珊·伊达 Grace Daniel           | 瑪格麗特·南卡比瓦 布里奇特·沙米姆·班吉 |
| 混合雙打 | 多利安·兰斯·詹姆斯 米歇尔·克莱尔·爱德华兹 | Enrico James 斯特西·杜贝尔       | 欧拉·法贝米 苏珊·伊达                  |
| 混合雙打 | 多利安·兰斯·詹姆斯 米歇尔·克莱尔·爱德华兹 | Enrico James 斯特西·杜贝尔       | 乔基·卡皮顿 艾莉森·卡米尔              |